# Klaus Toppmöller
Klaus Toppmöller (Rivenich, 12 augustus 1951) is een Duits voetbalcoach en voormalig voetballer.

## Spelerscarrière
Toppmöller, opgeleid bij SV Rivenich, begon zijn profcarrière in de Regionalliga (de toenmalige Duitse tweede klasse) bij SV Eintracht Trier 05. In 1972 versierde hij een transfer naar Bundesligaclub 1. FC Kaiserslautern. Nadat hij 108 competitiedoelpunten scoorde in acht seizoenen, waagde hij in 1980 de stap naar de Verenigde Staten, waar hij voor Dallas Tornado en Calgary Boomers ging spelen. Zijn spelerscarrière rondde hij in eigen land af bij FSV Salmrohr.

## Trainerscarrière

### Eintracht Frankfurt
Na zijn spelersafscheid in 1987 werd Toppmöller trainer van zijn voormalige club FSV Salmrohr. Na enkele jaren bij lageredivisieclubs als SSV Ulm 1846, FC Erzgebirge Aue en SV Waldhof Mannheim belandde hij in 1993 bij Eintracht Frankfurt. Hij kreeg er onder andere Thomas Doll, Jay-Jay Okocha en Anthony Yeboah onder zijn hoede. Toppmöller maakte met Frankfurt een prima start in de Bundesliga, maar vanwege een slechte relatie met zijn spelerskern werd hij op 10 april 1994 ontslagen.

### VfL Bochum
Toppmöller ging in november 1994 aan de slag bij VfL Bochum, dat toen laatste stond in de Bundesliga. De Duitser, die na zijn ontslag bij Frankfurt verschillende Europese clubs had bezocht, besloot er de speelwijze van Ajax Amsterdam aan te nemen (slechts drie of vier verdedigers, een inschuivende libero, een soepele overgang van man- naar ruimtedekking, indien mogelijk aanvallers op de vleugels). Bochum degradeerde dat seizoen, maar Toppmöller bracht de club meteen weer naar de Bundesliga.
In het eerste seizoen na de terugkeer eindigde Bochum op een knappe vijfde plaats in de competitie, het beste resultaat uit de clubgeschiedenis. Bijgevolg mocht Bochum deelnemen aan de UEFA Cup 1997/98, waar de club Trabzonspor en Club Brugge uitschakelde maar vervolgens in het zand beet tegen Ajax Amsterdam, dat destijds model had gestaan voor Toppmöller bij Bochum. In de competitie liep het na de vijfde plaats in 1997 echter minder vlot: Bochum eindigde het seizoen daarop twaalfde en in het seizoen 1998/99 zelfs voorlaatste, waardoor de club voor de derde keer in zeven seizoenen degradeerde.

### 1. FC Saarbrücken
Na een kleine vijf jaar bij Bochum koos Toppmöller in 1999 voor 1. FC Saarbrücken, dat in 1995 vanwege financiële problemen vanuit de 2. Liga was teruggezet naar de Regionalliga West/Südwest. Toppmöller, die zijn zoon Dino wegplukte bij zijn ex-club FSV Salmrohr, werd meteen kampioen met Saarbrücken en leidde de club zo na vijf jaar weer naar de Duitse tweede divisie.
Saarbrücken begon het seizoen 2000/01 met een knappe 13 op 15, maar zakte vervolgens als een baksteen. Na de 8-2-nederlaag tegen SSV Reutlingen op 26 november 2000, de zevende wedstrijd op rij die Saarbrücken niet had kunnen winnen, werd Toppmöller ontslagen.

### Bayer 04 Leverkusen
Toppmöller werd in 2001 aangesteld als opvolger van Berti Vogts bij Bayer 04 Leverkusen. Met spelers als Hans-Jörg Butt, Lúcio, Zé Roberto, Bernd Schneider, Michael Ballack, Oliver Neuville, Jurica Vranješ en Dimitar Berbatov kreeg Toppmöller een talentvolle kern om mee te werken. Toppmöller nam dan ook een uitstekende start bij Leverkusen: hij plaatste zich ten koste van Rode Ster Belgrado voor de groepsfase van de Champions League, stond vanaf de tiende speeldag steeds in de toptwee van het Bundesliga-klassement en plaatste zich voor de finale van de DFB-Pokal. Een treble leek in de maak, zeker omdat Leverkusen in de Champions League potten brak: de club eindigde tweede in een groep met FC Barcelona, Olympique Lyonnais en Fenerbahçe SK, en werd in de tweede groepsfase zelfs groepswinnaar in een groep met Arsenal FC, Juventus FC en Deportivo La Coruña. Nadat het in de knock-outfase vervolgens Liverpool FC en Manchester United uitschakelde, plaatste Leverkusen zich zowaar voor de finale, waar Real Madrid wachtte als tegenstander.
Een prachtig seizoen leek in de maak, maar Leverkusen liet alsnog alles uit handen glippen. Als eerste verspeelde Leverkusen de landstitel: de club had op drie speeldagen van het einde nog een voorsprong van vijf punten op Borussia Dortmund, maar na nederlagen tegen Werder Bremen en degradatiekandidaat 1. FC Nürnberg haalde Dortmund hen alsnog in, waardoor de zege tegen Hertha BSC op de slotspeeldag niet meer hielp. Vervolgens ging Leverkusen op 11 mei 2002 de boot in de Duitse bekerfinale tegen Schalke 04 (2-4) en verloor het vier dagen later ook de Champions League-finale tegen Real Madrid. Ondanks de drie verloren titels werd Toppmöller op het einde van het seizoen uitgeroepen tot Trainer van het Jaar in Duitsland.
Leverkusen kreeg het het seizoen daarop, zeker door het vertrek van Michael Ballack en Zé Roberto naar Bayern München, heel moeilijk: de club stond (met uitzondering van de openingsspeeldag) nooit hoger dan de elfde plaats in het Bundesliga-klassement. Toppmöller werd op 16 februari 2003 ontslagen.

### Hamburger SV
Op 23 oktober 2003, acht maanden na zijn vertrek bij Leverkusen, kon Toppmöller terecht bij Hamburger SV. Hij leidde Hamburg van de dertiende naar de achtste plek in het klassement, maar liet zich soms opmerken door vreemde keuzes, zoals het opstellen van aanvallende middenvelder Sergej Barbarez in de verdediging.
De groeicurve die hij in zijn eerste seizoen nog voor de dag kon leggen, bleef in het seizoen 2004/05. Ondanks de aankoop van spelers als Daniel Van Buyten en Émile Mpenza nam de club een valse start: na acht speeldagen stond de club laatste met een povere 6 op 24. Na de 0-2-nederlaag tegen Arminia Bielefeld op de achtste speeldag werd Toppmöller ontslagen. Hij werd opgevolgd door beloftentrainer Thomas Doll, die hij destijds nog had getraind bij Eintracht Frankfurt.

### Georgië
Op 25 december 2005 raakte bekend dat Toppmöller de nieuwe bondscoach werd van Georgië. Hij volgde er de Fransman Alain Giresse op, die Georgië niet had kunnen plaatsen voor het WK 2006. Toppmöller had even weinig succes voor het EK 2008: in een kwalificatiegroep met Faeröer, Frankrijk, Italië, Litouwen, Oekraïne en Schotland eindigde Georgië voorlaatste met slechts tien punten uit twaalf wedstrijden. Op 2 april 2008 kwam er een einde aan de samenwerking.